# Raiffeisenbank Altmühl-Jura
Die Raiffeisenbank Altmühl-Jura eG ist eine deutsche Genossenschaftsbank mit Sitz in der bayerischen Stadt Greding im Landkreis Roth.

## Geschichte
Die heutige Raiffeisenbank Altmühl-Jura eG entstand im Jahr 2022 durch die Fusion der Raiffeisenbank Greding-Thalmässing eG mit dem Sitz in Greding mit der Raiffeisenbank Beilngries eG mit dem Sitz in Beilngries.
Die Geschichte der heutigen Raiffeisenbank Altmühl-Jura eG reicht bis ins Jahr 1881 zurück. 1899 baute die Raiffeisenbank in Greding die Stromversorgung auf. In der Achmühle wurde per Wasserkraft der Strom produziert. Zur Geschichte der Raiffeisenbank Beilngries eG siehe hier.
Folgende Fusionen fanden in der Vergangenheit statt:
- 1964 – Fusion der Raiffeisenkasse Eysölden eGmbH mit dem Sitz in Eysölden mit der Raiffeisenkasse Offenbau eGmbH mit dem Sitz in Offenbau
- 1965 – Fusion der Raiffeisenbank Obermässing eGmbH mit dem Sitz in Obermässing mit der Raiffeisenkasse Untermässing eGmbH mit dem Sitz in Untermässing
- 1968 – Fusion der Raiffeisenbank Beilngries eGmbH	mit der Raiffeisenkasse Haunstetten eGmbH mit dem Sitz in Haunstetten
- 1968 – Fusion der Raiffeisenbank Greding/Mfr. eGmbH mit der Raiffeisenkasse Heimbach eGmbH mit dem Sitz in Heimbach
- 1968 – Fusion der Raiffeisenbank Thalmässing eGmbH mit dem Sitz in Thalmässing mit Raiffeisenkasse Morsbach eGmbH mit dem Sitz in Morsbach
- 1968 – Fusion der Raiffeisenkasse Eysölden eGmbH mit der Raiffeisenkasse Zell und Umgebung eGmbH mit dem Sitz in Zell
- 1968 – Fusion der Raiffeisenbank Obermässing eGmbH mit der Raiffeisenkasse Kleinnottersdorf eGmbH	mit dem Sitz in Kleinnottersdorf
- 1970 – Fusion der Raiffeisenbank Greding/Mfr. eGmbH mit der Raiffeisenkasse Landerzhofen eGmbH mit dem Sitz in Landerzhofen
- 1971 – Fusion der Raiffeisenbank Greding/Mfr. eGmbH mit der Raiffeisenbank Obermässing eGmbH und der Raiffeisenkasse Röckenhofen eGmbH mit dem Sitz in Röckenhofen
- 1972 – Fusion der Raiffeisenbank Beilngries eGmbH	mit der Raiffeisenkasse Kirchbuch eGmbH	mit dem Sitz in Kirchbuch
- 1978 – Fusion der Raiffeisenbank Thalmässing eG mit der Raiffeisenbank Eysölden eG
- 1979 – Fusion der Raiffeisenbank Thalmässing eG mit der Raiffeisenbank Alfershausen eG mit dem Sitz in Alfershausen

Im Jahr 2000 fand als vorletzte Fusion die zwischen der Raiffeisenbank Greding eG und der Raiffeisenbank Thalmässing eG mit dem Sitz in Thalmässing zur Raiffeisenbank Greding-Thalmässing eG statt.

## Rechtsverhältnisse
Die Raiffeisenbank Altmühl-Jura eG ist im Genossenschaftsregister beim Amtsgericht Nürnberg unter GnR 121 eingetragen.

## Organisationsstruktur
Rechtsgrundlagen sind das Genossenschaftsgesetz und die durch die Generalversammlung beschlossene Satzung. Organe der Bank sind der Vorstand, der Aufsichtsrat und die Generalversammlung.

## Sicherungseinrichtung
Die Raiffeisenbank Altmühl-Jura eG ist der amtlich anerkannten Sicherungseinrichtung des Bundesverbandes der Deutschen Volksbanken und Raiffeisenbanken GmbH und der zusätzlichen freiwilligen Sicherungseinrichtung des Bundesverbandes der Deutschen Volksbanken und Raiffeisenbanken e.V. angeschlossen.

## Geschäftsausrichtung
Die Raiffeisenbank Altmühl-Jura eG betreibt das Universalbankgeschäft. Im Verbundgeschäft arbeitet sie mit der DZ Bank, R+V Versicherung, Bausparkasse Schwäbisch Hall, Teambank, VR Smart Finanz, DZ Hyp und der Union Investment zusammen.

## Geschäftsgebiet
Das Geschäftsgebiet liegt im Süden des Landkreises Roth und im nördlichen Teil des Landkreises Eichstätt.
An diesen Orten betreibt die Bank Filialen:
- Greding (Hauptstelle, jur. Sitz)
- Thalmässing (Geschäftsstelle)
- Eysölden (Geschäftsstelle)
- Obermässing (Geschäftsstelle)
- Beilngries (Geschäftsstelle)
- Kinding (Geschäftsstelle)

Die SVG (Stromversorgung Greding) ist ein Nebenbetrieb der Raiffeisenbank Almühl-Jura eG und versorgt rund 1900 Abnehmer mit Strom. Die Raiffeisenbank Almühl-Jura eG ist die einzige Bank im Genossenschaftsverband Bayern e.V., welche auch Stromnetzbetreiber ist. Sie betreibt das Stromnetz im Kernort Greding und kann von jedem Strombezieher im Netzbereich der N-ERGIE und des Bayernwerk als Stromanbieter gewählt werden.